# Switchback (filme)
Switchback (br: Um Assassino à Solta / pt: Na Mira do Assassino) é um filme estadunidense de 1997, do gênero suspense, dirigido por Jeb Stuart, narrado por Robert De Niro, baseado em um bestseller norte-americano de Sidney Sheldon e protagonizado por Dennis Quaid, Danny Glover, Jared Leto, Jennifer Aniston, Maura Tierney, Sean Connery, Kate Hudson, Ted Levine, William Fichtner, Sarah Jessica Parker, Sandra Bullock, Martha Plimpton, Billy Crystal, Kathleen Turner e R. Lee Ermey.

## Sinopse
Dois policias de uma pequena cidade, no TEXAS, disputam o cargo de xerife, mas para isso precisam solucionar uma série de assassinatos que coincidentemente ocorrem às véspera da eleição. Um agente do FBI, Frank (Dennis Quaid) tem obsessão por caçar o "serial killer" (Danny Glover) que raptou seu filho em sua própria casa. Um verdadeiro jogo de "gato e rato" leva os dois, durante um ano, a uma seqüência de emboscadas e trapaças, ao mesmo tempo em que os assassinatos continuam a intrigar toda a população do Texas.